# Чарлс Бебиџ
Чарлс Бебиџ (енгл. Charles Babbage; Лондон, 26. децембар 1791 — Лондон, 18. октобар 1871) био је енглески математичар, аналитички филозоф, машински инжењер, научник, изумитељ првог рачунара који је могао да се програмира и професор математике на Кембриџу. Због утицаја на каснији развој науке, назван је „оцем“ рачунарства. Делови његових недовршених машина налазе се у Лондонском музеју. Године 1991, по његовим нацртима реконструисан је диференцијални мотор. Девет година касније, пошто је направљен реконструисан „Бебиџов дизајн“, откривена је за оно време запањујућа сложеност машине. Имао је жену Џорџијану и доста деце од којих је само троје доживело старост.

## Биографија

### Рођење
Чарлс Бебиџ је рођен 26. децембра 1791. у Лондону, а умро је 18. октобра 1871. Постојала је расправа о датуму и години рођења. У новинама “The Times” објављено је да је рођен 26. децембра 1792, његов рођак је тврдио да је рођен годину дана пре, односно 1791, док је у књигама лондонске цркве “St. Mary’s Newington” забележено да је крштен 6. јануара 1792. Био је јединац и живео је са мајком Бетси и оцем Бенџамином који је био веома имућан банкар. Године 1808. сели се са породицом у стару “Rowdens” кућу која се налазила на истоку Тигмута, где његов отац постаје управник оближње цркве светог Михаила (“St Michael’s Church”).

### Образовање
Очево богатство омогућило му је приступ у неколико школа као и помоћ приватних професора током његовог основног образовања. У осмој години родитељи га шаљу у сеоску школу у Алпингтон, близу Ексетера, да се опорави од смртоносне грознице. Његови родитељи су наредили да његов “мозак не сме бити преоптерећен” и Бабиџ је осетио да “ово дивно ленчарење може довести до мојих незрелих закључака”. Затим, веома кратко похађао је школу “King Edward VI” u Тотену, јужном Девону, али лоше здравље натерало га је да неко време има приватне професоре. Након тога, уписао је академију “30-student Holmwood academy” у улици Бејкер у Енфилду. Ова академија имала је добро опремљену библиотеку која је омогућила Бебиџову љубав према математици. Када је напустио академију и даље су наставила да му помажу два приватна професора. За првог професора, свештеника близу Кембриџа, Бебиџ је рекао: ”Плашим се да нисам искористио од њега све предности које сам можда могао”. Други је био професор на Оксфорду, од кога је Бебиџ стекао довољно знања да би био примљен на Кембриџ.
У октобру 1810. примљен је на кембриџки Тринити колеџ. Интензивно је читао Лајбница, Лагранжа, Симпсона и Лакроу. Био је веома разочаран у математичка упутства доступна на Кембриџу. Као одговор на то, 1812. године, он, Џон Хершел, Џорџ Пикок и још неколико његових пријатеља формирају Аналитичко друштво (Anality Society).
Године 1812. прешао је на Питерхаус (Peterhouse), Кембриџ. Тамо је био најбољи математичар, али није успео да дипломира са похвалом. Уместо тога 1814. добио је почасну диплому (диплома са похвалом - најбољим студентима) без претходно урађеног матурског рада.

### Брак
Дана 25. јула 1814. оженио је Џорџијану Витмор (Georgiana Whitmore) у цркви светог Михаила (St Michael’s Church) у Тигмуту, Девон. Његов отац није одобравао његов брак без економске стабилности. Живели су у Девонширској улици 5 (5 Devonshire Street), у Портланду, Лондон.

### Деца
Чарлс и Џорџијана имали су осморо деце од којих су само троје Бенџамин Хершел (енгл. Benjamin Hersel), Џорџијана Витмор (енгл. Georgiana Whitmore) и Хенри Фроубс (Henry Frobes) доживели пунолетство. Џорџијана умире 1. септембра 1827, а исте године умире и Бебиџов отац, као и друга два сина.
- Бенџамин Хершел Бебиџ
- Чарлс Витмор Бебиџ
- Џорџијана Витмор Бебиџ
- Едвард Стјуарт Бебиџ
- Френсис Мур Бебиџ
- Дугалд Бромхелд Бебиџ
- Хенри Превост Бебиџ
- Александер Форбс Бебиџ

### Развој рачунара
Ради препознавања велике грешке, при рачунању математичких табела, Бебиџ је желео да нађе метод којим би оне могле бити израчунате механички, уклањајући могућност људске грешке. Три различита фактора су утицала на њега:
1. није волео неред
2. искуство рада на логаритамским таблицама
3. занимљив рад на машинама за рачунање Вилхема Шикарда (Wilhelm Schickard), Блеза Паскала и Готфрида Лајбница.

Своју прву дискусију о принципима рачунања машине написао је у писму послатом 1822. године господину Хамфрију Дејвију (Humphry Davy).
Бебиџове машине били су први рачунари, додуше механички, али ипак истински рачунари. У ствари његове машине нису биле завршене због личних и финансијских проблема. Бебиџ је увидео да машине могу да раде боље и поузданије од човека. Покренуо је изградњу машине која је мање-више одрађивала посао и предлагао је да се рачунање може механизовати до крајности. Иако су Бебиџове машине биле огромне њихова структура је била слична данашњем рачунару. Подаци и програмска меморија су били одвојени, операције су биле базиране на инструкцијама са човекове стране.

### Диференцијална машина
У то време су податке нумеричке таблицама рачунали људи звани “рачунари”. На Кембриџу је Бебиџ увидео велике проблеме грешака људског рачунања и свој животни рад проводи у покушајима да израчуна табеле механички, уклањајући све људске грешке. Године 1812, увидео је да се дугачка рачунања, поготову она потребна за израчунавање математичких таблица реализују низом већ познатих акција. Зато је дошао на идеју да се овај процес аутоматизује.
 Године 1822, развија механичку машину названу диференцијална машина.
Бебиџова машина је била створена да аутоматски израчунава више математичких операција. Захваљујући диференцијалној методи могло је да се избегне множење и дељење. Прва диференцијална машина имала је 25.000 делова, била је висока 8 стопа, и тешка 15 тона. Машина је требало да ради на пару, да аутоматски израчунава полиноме до шестог степена {\displaystyle a+bx+cx^{2}+dx^{3}+ex^{4}+fx^{5}+gx^{6}} и да има могућност штампања резултата.
Иако је имао доста спонзора није успео да је заврши. Касније је изумео побољшану верзију диференцијалне машине назване “Диференцијална машина 2”. Она није била завршена током његовог живота, али је била реконструисана у периоду од 1989. до 1991. Њено прво рачунање приказано је у Лондонском научном музеју (London Science Museum) и било је прецизно до 31 децимале, много више него што је могао просечни модерни џепни калкулатор.

### Штампач
Бебиџ је изумео и штампач за ову машину који је имао изванредне могућности. Подржавао је форматирање редова и колона текста пре штампања.

### Аналитичка машина
Убрзо после неуспелог покушаја диференцијалне машине, почео је да ради на пројекту другачије, много сложеније машине, назване аналитичка машина. Она није била проста физичка машина, већ комбинација више дизајна машина које је смишљао до краја живота (1871. године). Главна разлика између ове две машине је та да је аналитичка машина могла да буде програмирана помоћу бушених картица, што је била идеја испред његовог времена. Схватио је да није могло више програма да стане на једну картицу, а такође је морала да буде присутна и особа која би правила остале програме. Аналитичка машина је била програмирана да користи уланчане Жакарове бушене картице које би контролисале механички рачунар, који је могао да створи следећи резултат рачуна на основу неког претходно израчунатог резултата. Машина је такође могла да извршава врсте наредби на начин налик онима који се касније користи код савремених рачунара, укључујући секвенцу, селекцију и итерацију, што је основ структурираног програмирања. Овакво осмишљена машина је била први Тјуринг-комплетан механички рачунар. Требало је да буде дигитални рачунар који ради са педесетоцифреним бројевима, да има капацитет меморије од хиљаду таквих бројева, да буде погоњена на пару, аутоматска, да са њом ради само један оператер и да има велику тачност рачунања. Било је предвиђено да се резултати рачунања издају на машини за слагање. Аналитичка машина је претеча модерног рачунара.
Ејда Огаста, грофица Лавлејс (кћерка песника Бајрона), веома талентовани математичар и једна од ретких која је разумела Бебиџове идеје, креирала је програм за аналитичку машину. Да је аналитичка машина икада имала њен програм, она би могла да рачуна нумеричке низове познате као Бернулијеви бројеви.
Овај њен опис сматра се првим програмом за рачунар, а она првим програмером. У њену част 1979. Министарство одбране САД назвало је један програмски језик Ада.
Убрзо после тога 1981. Тони Крап (Tony Krap) у магазину Datamation у једном чланку сатиричног садржаја предлаже нови “језик будућности” и даје му назив Бебиџов програмски језик.

### Остала достигнућа
Године 1824,, Бебиџ добија златну медаљу Краљевског астрономског друштва (the Gold Medal of the Royal Astronomical Society) „за изум машине која израчунава математичке и астрономске таблице“.
Од 1828. до 1839. Бебиџ је био Лукасијски професор математике на Кембриџу. Његов значајан допринос је био у уређивању неколико научних часописа, и био је главни у оснивању Астрономског друштва (Astronomical Society) 1820. године и Статистичког друштва (Statistical Society) 1834. године. Већ тада је маштао је о дизајнирању механичке рачунајуће машине.

### Изјаве
“.. Седео сам у соби Аналитичког друштва, у Кембриџу, глава ми је била погнута напред изнад стола у полусну, док су логаритамске табеле лежале испред мене отворене. Други члан, улазећи у собу видевши ме у полусну, запитао ме је: ”Па, Бебиџ о чему ти сањаш? ”, на шта сам му одговорио “Размишљам о овим табелама” (показујући му на логаритме) “које би могле бити израчунате помоћу машине”.
Године 1837, издао је књигу о примењеној технологији “Ninth Brodgewater Treatise”. Она садржи податке о разговору са Џоном Хершелом (John Herschel) на исту тему.
Године 1838, измислио је додатак за локомотиву, названу “хватач крава”. То је метални рам који ја закачен за предњи део локомотиве који уклања са шина препреке, познатији као раоник локомотиве. Конструисао је динамометар и написао неколико студија на “Isambard Hershel Kingdom Burnel`s Great Western Railway” 1838. Његов старији син, Бенџамин Хершел Бебиџ (Benjamin Herschel Babbage), радио је као инжењер за Брунела (Brunel) на железници, пре него што је емигрирао у Аустралију 1850-е. Чарлс Бебиџ и Брунел сахрањени су на Лондонском гробљу (London`s Kensal Green Cemetery).
У његове остале заслуге спадају успостављање модерног поштанског система у Енглеској, састављање првих поузданих статистичких таблица и дефинисање пруге стандардног колосека, офталмоскопа, као и светла за светионике.

### Занимљивости
Бебиџ је једном избројао све разбијене прозоре од равног стакла и објавио је 1857. “Table of the Relative Frequency of the Causes of Breakage of Plate Glass Windows”. 14 од 464 шерпа разбили су “пијани мушкарци, жене или дечаци”. Рекао је 165 ”глупости” у периоду од 80 дана. Посебно је мрзео уличну музику. Био је опседнут ватром и тако је једном себе пекао на температури од 130 °C четири минута “без неке велике неудобности” да “би видео шта ће му се десити”.

### Цитати
Два пута су ме питали (чланови скупштине!): »Господине Бебиџ, ако убаците у машину погрешне податке, да ли ћете добити тачан одговор?« Нисам у стању добро да разумем такву врсту конфузије идеја која би проузроковала такво питање.

### Названи по Бебиџу
- Бебиџов кратер на Месецу
- Институт Чарлс Бебиџ (Charles Babbage Institute), Универзитет Минесота (University of Minnesota), САД
- Бебиџова зграда (Babbage Building), Универзитет у Плимуту (University of Plymouth), Девон, УК
- Лик у видео-игрици „Suidoken V“, која је позната по његовим невероватним механичким открићима